# پاناویا تورنادو ای‌دی‌وی
پاناویا تورنادو ای‌دی‌وی (انگلیسی: Panavia Tornado ADV) نوع رهگیر هواپیمای پاناویا تورنادو است.